# Trofeo Mundial de Rugby Juvenil 2015
El Trofeo Mundial de Rugby Juvenil 2015 fue la octava edición de la competición de rugby masculino de segundo nivel que anualmente lleva a cabo la World Rugby (anterior IRB). Los partidos se llevaron a cabo en dos estadios de Lisboa, Portugal.

## Equipos participantes
| - Selección juvenil de rugby de Fiyi - Selección juvenil de rugby de Georgia (Junior Lelos) - Selección juvenil de rugby de Portugal (Lobinhos) - Selección juvenil de rugby de Uruguay (Teros M20) | - Selección juvenil de rugby de Canadá - Selección juvenil de rugby de Hong Kong (Dragons) - Selección juvenil de rugby de Namibia (Young Welwitschias) - Selección juvenil de rugby de Tonga |

## Grupo A

### Posiciones
| Pos. | Equipo   | Encuentros | Encuentros | Encuentros | Encuentros | Tantos  | Tantos    | Tantos     | Puntos Bonus | Puntos Totales |
| Pos. | Equipo   | jugados    | ganados    | empatados  | perdidos   | a favor | en contra | diferencia | Puntos Bonus | Puntos Totales |
| ---- | -------- | ---------- | ---------- | ---------- | ---------- | ------- | --------- | ---------- | ------------ | -------------- |
| 1    | Georgia  | 3          | 3          | 0          | 0          | 95      | 36        | + 59       | 1            | 13             |
| 2    | Uruguay  | 3          | 2          | 0          | 1          | 77      | 98        | - 21       | 2            | 10             |
| 3    | Fiyi     | 3          | 1          | 0          | 2          | 73      | 77        | - 4        | 3            | 7              |
| 4    | Portugal | 3          | 0          | 0          | 3          | 56      | 90        | - 34       | 0            | 0              |

Nota: Se otorgan 4 puntos al equipo que gane un partido y 2 al que empate
Puntos Bonus: 1 punto por convertir 4 tries o más en un partido y 1 al equipo que pierda por no más de 7 tantos de diferencia
|  | Juega por el 1º puesto |

|  | Juega por el 3º puesto |

|  | Juega por el 5º puesto |

|  | Juega por el 7º puesto |

### Resultados

#### Primera fecha
| 12 de mayo 17:00 | Uruguay | 12 - 46 | Georgia | CAR Rugby do Jamor, Lisboa |  |
|                  |         | Reporte |         |                            |  |

| 12 de mayo 19:00 | Fiyi | 34 - 19 | Portugal | CAR Rugby do Jamor, Lisboa |  |
|                  |      | Reporte |          |                            |  |

#### Segunda fecha
| 16 de mayo 15:00 | Uruguay | 37 - 26 | Portugal | CAR Rugby do Jamor, Lisboa |  |
|                  |         | Reporte |          |                            |  |

| 16 de mayo 17:00 | Fiyi | 13 - 30 | Georgia | CAR Rugby do Jamor, Lisboa |  |
|                  |      | Reporte |         |                            |  |

#### Tercera fecha
| 20 de mayo 17:00 | Georgia | 19 - 11 | Portugal | CAR Rugby do Jamor, Lisboa |  |
|                  |         | Reporte |          |                            |  |

| 20 de mayo 19:00 | Fiyi | 26 - 28 | Uruguay | CAR Rugby do Jamor, Lisboa |  |
|                  |      | Reporte |         |                            |  |

## Grupo B

### Posiciones
| Pos. | Equipo    | Encuentros | Encuentros | Encuentros | Encuentros | Tantos  | Tantos    | Tantos     | Puntos Bonus | Puntos Totales |
| Pos. | Equipo    | jugados    | ganados    | empatados  | perdidos   | a favor | en contra | diferencia | Puntos Bonus | Puntos Totales |
| ---- | --------- | ---------- | ---------- | ---------- | ---------- | ------- | --------- | ---------- | ------------ | -------------- |
| 1    | Canadá    | 3          | 3          | 0          | 0          | 72      | 46        | + 26       | 1            | 13             |
| 2    | Tonga     | 3          | 2          | 0          | 1          | 91      | 40        | + 51       | 3            | 11             |
| 3    | Namibia   | 3          | 1          | 0          | 2          | 67      | 92        | - 25       | 1            | 5              |
| 4    | Hong Kong | 3          | 0          | 0          | 3          | 43      | 95        | - 52       | 0            | 0              |

Nota: Se otorgan 4 puntos al equipo que gane un partido y 2 al que empate
Puntos Bonus: 1 punto por convertir 4 tries o más en un partido y 1 al equipo que pierda por no más de 7 tantos de diferencia
|  | Juega por el 1º puesto |

|  | Juega por el 3º puesto |

|  | Juega por el 5º puesto |

|  | Juega por el 7º puesto |

### Resultados

#### Primera fecha
| 12 de mayo 17:00 | Canadá | 35 - 20 | Namibia | Estádio Universitário, Lisboa |  |
|                  |        | Reporte |         |                               |  |

| 12 de mayo 19:00 | Tonga | 35 - 16 | Hong Kong | Estádio Universitário, Lisboa |  |
|                  |       | Reporte |           |                               |  |

#### Segunda fecha
| 16 de mayo 15:00 | Canadá | 24 - 15 | Hong Kong | Estádio Universitário, Lisboa |  |
|                  |        | Reporte |           |                               |  |

| 16 de mayo 19:00 | Tonga | 45 - 11 | Namibia | Estádio Universitário, Lisboa |  |
|                  |       | Reporte |         |                               |  |

#### Tercera fecha
| 20 de mayo 17:00 | Namibia | 36 - 12 | Hong Kong | Estádio Universitário, Lisboa |  |
|                  |         | Reporte |           |                               |  |

| 20 de mayo 19:00 | Tonga | 11 - 13 | Canadá | Estádio Universitário, Lisboa |  |
|                  |       | Reporte |        |                               |  |

## Finales

### 7º puesto
| 24 de mayo 11:00 | Portugal | 47 - 21 | Hong Kong | CAR Rugby do Jamor, Lisboa |  |
|                  |          | Reporte |           |                            |  |

### 5º puesto
| 24 de mayo 13:00 | Fiyi | 36 - 24 | Namibia | CAR Rugby do Jamor, Lisboa |  |
|                  |      | Reporte |         |                            |  |

### 3º puesto
| 24 de mayo 15:00 | Uruguay | 44 - 43 | Tonga | Estádio Universitário, Lisboa |  |
|                  |         | Reporte |       |                               |  |

### 1º puesto
| 24 de mayo 17:00 | Georgia | 49 - 24 | Canadá | Estádio Universitário, Lisboa |  |
|                  |         | Reporte |        |                               |  |

| Bandera de Georgia |
| Campeón Georgia    |
| Primer título      |

## Posiciones finales[4]
| Posición | Selección |
| -------- | --------- |
| 1        | Georgia   |
| 2        | Canadá    |
| 3        | Uruguay   |
| 4        | Tonga     |
| 5        | Fiyi      |
| 6        | Namibia   |
| 7        | Portugal  |
| 8        | Hong Kong |